# اوچی ماتا
اوچی ماتا (به ژاپنی: 内股)-(به انگلیسی: Uchi mata) یکی از فنون و تکنیک‌های دستهٔ ناگه-وازا رشتهٔ ورزشی جودو است که در زیردستهٔ آشی-وازا دسته‌بندی می‌شود. 